# Виль-о-Валь
Виль-о-Валь (фр. Ville-au-Val) — коммуна во французском департаменте Мёрт и Мозель, региона Лотарингия. Относится к  кантону Понт-а-Муссон.

## География
Виль-о-Валь расположен  в 18 км к северу от Нанси и 31 км к югу от Меца. Соседние коммуны: Безомон на северо-западе, Ландремон на востоке.

## Демография
Население коммуны на 2010 год составляло 177 человек.
| 1962 | 1968 | 1975 | 1982 | 1990 | 1999 | 2010 |
| ---- | ---- | ---- | ---- | ---- | ---- | ---- |
| 146  | 121  | 117  | 134  | 136  | 147  | 177  |